# 田端駅

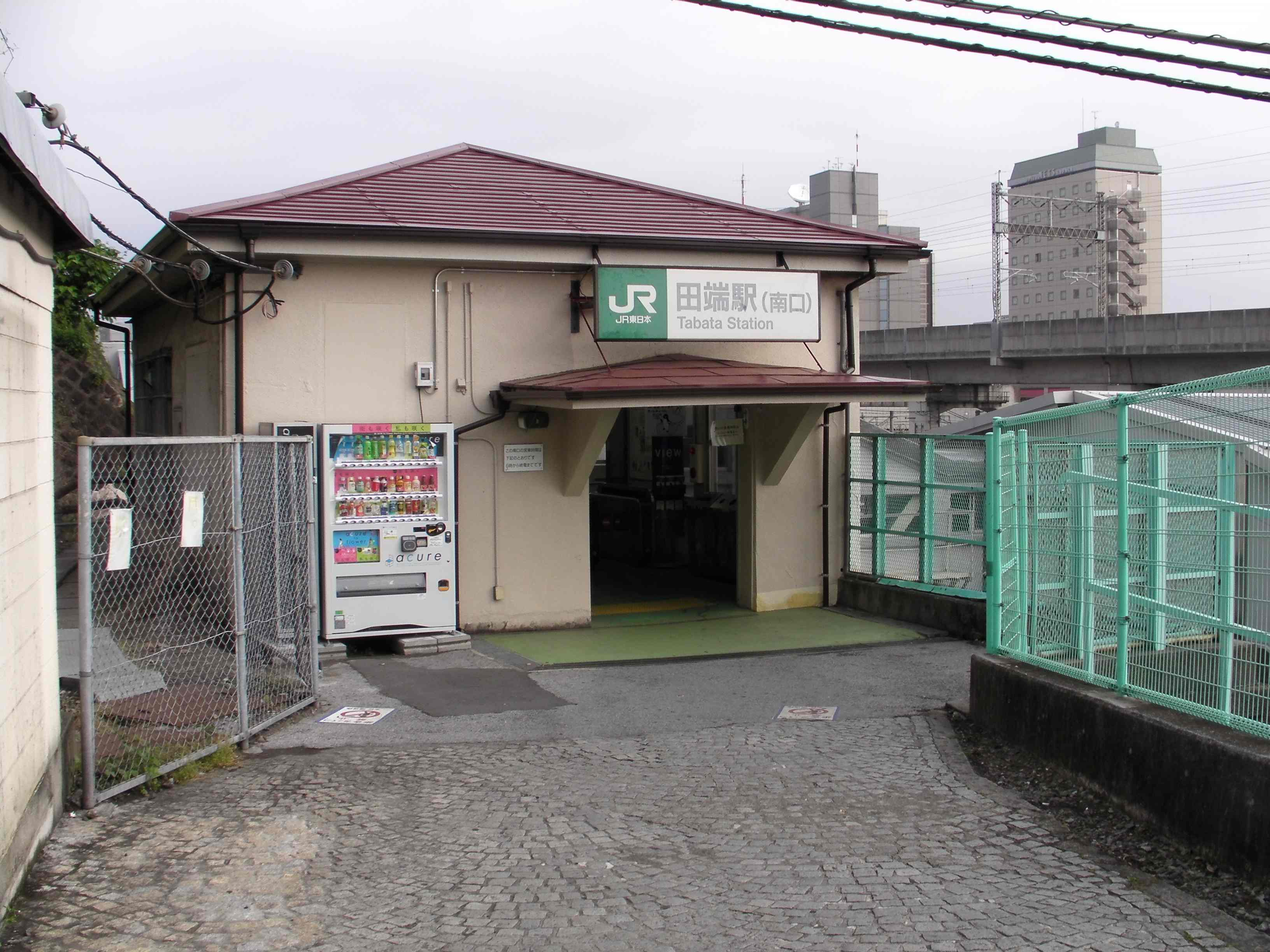
南口（2010年6月）

田端駅（たばたえき）は、東京都北区東田端一丁目にある、東日本旅客鉄道（JR東日本）の駅である。特定都区市内制度における「東京都区内」および「東京山手線内」に属する。北区最南端および最東端の駅である。

## 乗り入れ路線
旅客線としては、旅客案内用の路線名における京浜東北線と山手線が乗り入れをしている。線路名称上は、当駅から駒込方は山手線（当駅が終点）、上中里方および西日暮里方は（旅客案内用の路線名「京浜東北線」「山手線」ともに）東北本線であり、このうち東北本線を当駅の所属線としている。
駅番号は、京浜東北線がJK 34、山手線がJY 09である。

## 歴史
- 1896年（明治29年）

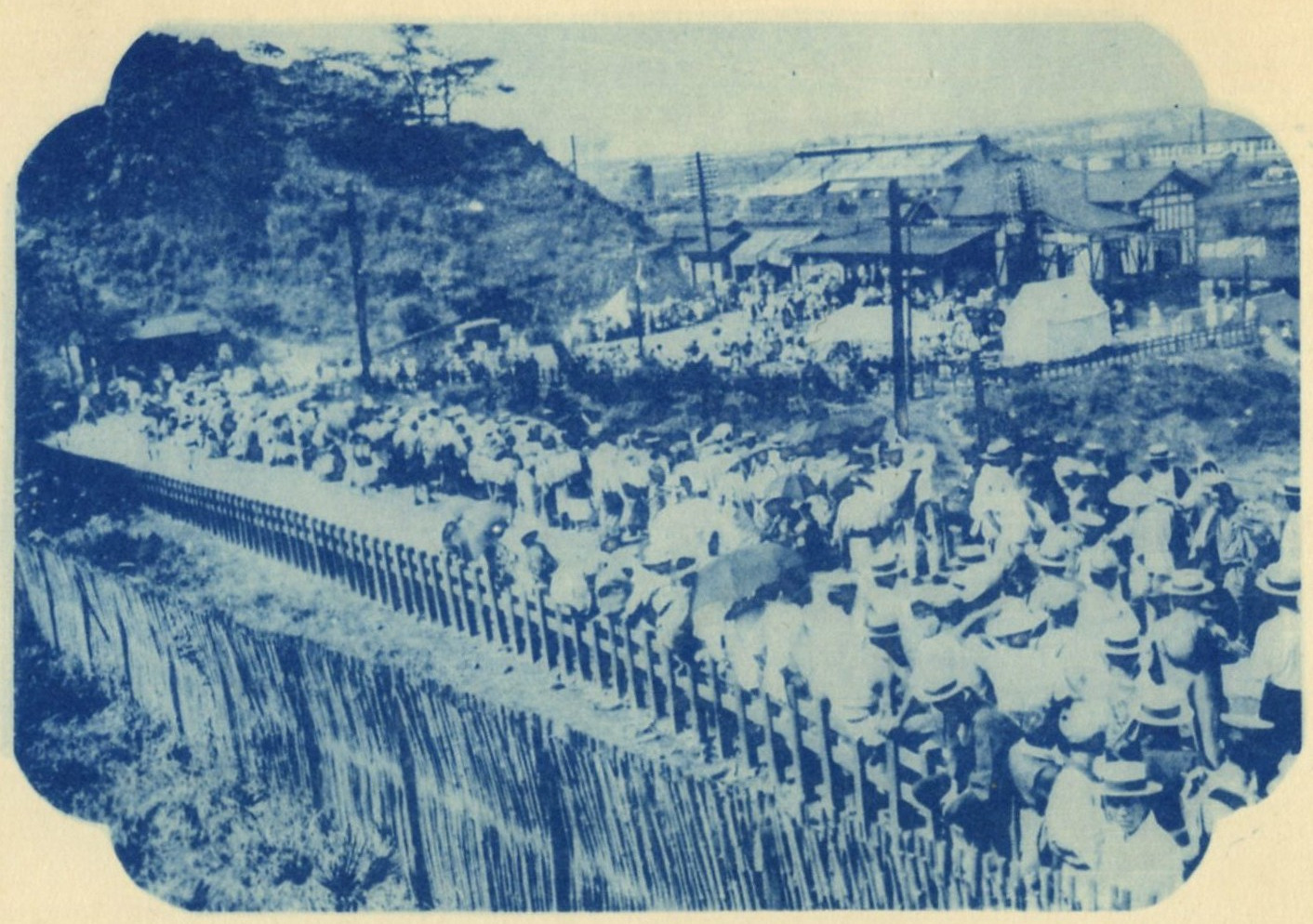
関東大震災の際、田端駅から避難する人々

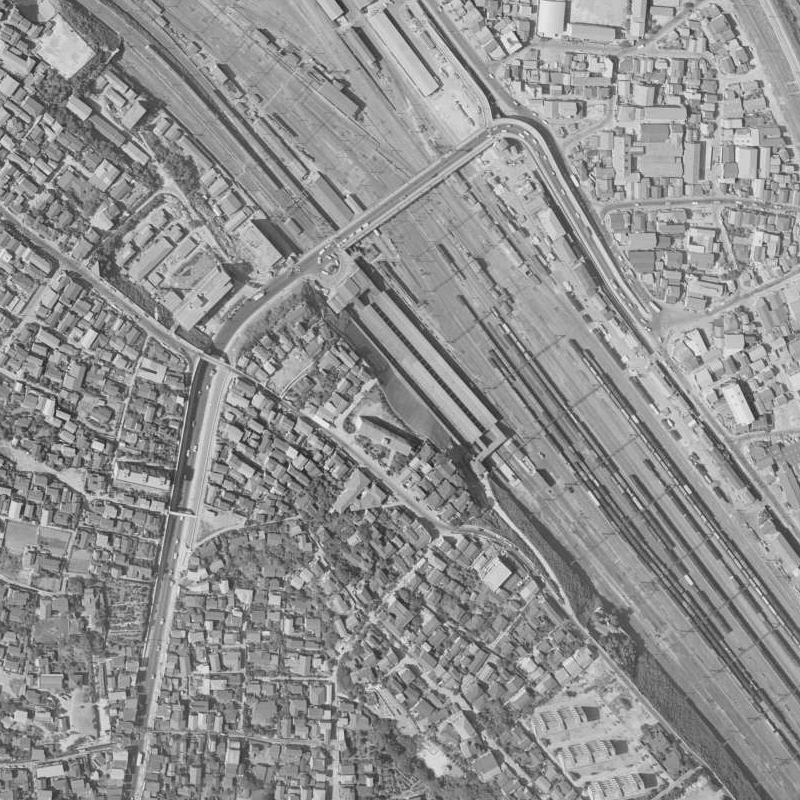
田端駅周辺の白黒空中写真（1963年6月26日撮影）

  - 4月1日：日本鉄道の駅として開業[4][5]。貨物取り扱いも開始[4]。当時はのちに東北本線となる路線のみが開業していた。
  - 12月25日：当駅 - 土浦駅間（のちの常磐線）が開業。
- 1903年（明治36年）4月1日：常磐炭田の石炭などを横浜港へ運搬するために大塚支線（当駅 - 池袋間 後の山手線）が開業。
- 1905年（明治38年）4月1日：日暮里駅 - 三河島駅間が開業。上野駅方面 - 土浦駅方面間の列車は当駅を経由しなくなり、当駅 - 三河島間は貨物線となる。
- 1906年（明治39年）11月1日：日本鉄道の国有化により、官設鉄道の駅となる[4]。
- 1909年（明治42年）10月12日：線路名称の制定により、東北本線の所属となる。
- 1917年（大正6年）：貨物操車場に日本初のハンプが設置される[6]。
- 1961年（昭和36年）2月17日：貨物の取り扱いと操車場の両業務を分離して田端操駅（現在の田端信号場駅）が開業。
- 1964年（昭和39年）10月1日：荷物の扱いを廃止[4]。
- 1987年（昭和62年）4月1日：国鉄分割民営化に伴い、東日本旅客鉄道（JR東日本）の駅（東北本線所属）となる[4]。
- 1990年（平成2年）
  - 5月19日：北口に自動改札機を導入[7]。
  - 11月10日：南口に自動改札機を導入[7]。
- 2001年（平成13年）11月18日：ICカード「Suica」の利用が可能となる[報道 2]。
- 2005年（平成17年）夏：改築工事が着工。
- 2006年（平成18年）11月12日：北口建て替えに伴う仮駅舎の使用を開始。
- 2008年（平成20年）
  - 3月23日：新北口改札とエレベーター2基使用開始。改札内に2店舗が開業。
  - 5月17日：エスカレーター1基が使用を開始。
  - 7月1日：エスカレーターの全面使用を開始。
  - 7月30日：駅ビル「アトレヴィ田端」が開業[報道 3]。
- 2014年（平成26年）11月16日：みどりの窓口の営業を終了。

## 駅構造
島式ホーム2面4線を有する地上駅である。ホームには古いレールを再使用した柱が使われ、開業当時をしのばせる。
旅客線ホーム東側には、田端信号場駅の着発線および東北新幹線の高架が見られる。
改札は北口と南口の2か所がある。自動券売機、多機能券売機、指定席券売機（北口のみ）、自動改札機が設置されている。また、エレベーターとエスカレーターが設置されており、いずれも北口とホームの間を連絡する。
北口は橋上駅舎となっている。2008年（平成20年）7月30日に、人工地盤上に地上3階建ての駅ビル「アトレヴィ田端」が開業した。周辺に大きな商店や繁華街がないことを逆手にとり、成城石井やTSUTAYAなどのテナントを誘致し、乗降客や乗り換え客をターゲットとした駅ビル運営が行われている。
南口は北口とは対照的に小さな駅舎である。駅舎からホームに繋がる専用の跨線橋があるが、全体的に通路のスペースが狭い。お客さまサポートコールシステムが導入されており、駅員は終日常駐しておらず、インターホンで呼び出すようになっている。
山手線と京浜東北線は、田町駅から当駅まで、同一方向の電車は同じ島式ホームを共有する方向別複々線となっている。駅の西日暮里寄りには、山手線と京浜東北線との渡り線があり、工事および非常時に内側線・外側線のいずれかが使用できない場合、山手線・京浜東北線電車を使用できる線路に集約して運行するために用いられる。なお、その際は京浜東北線での日中の快速運転は行わず、終日各駅停車で運行される。

### のりば
| 番線 | 路線       | 方向   | 行先                 |
| ---- | ---------- | ------ | -------------------- |
| 1    | 京浜東北線 | 北行   | 王子・赤羽・大宮方面 |
| 2    | 山手線     | 内回り | 池袋・新宿・渋谷方面 |
| 3    | 山手線     | 外回り | 上野・東京・品川方面 |
| 4    | 京浜東北線 | 南行   | 上野・東京・横浜方面 |

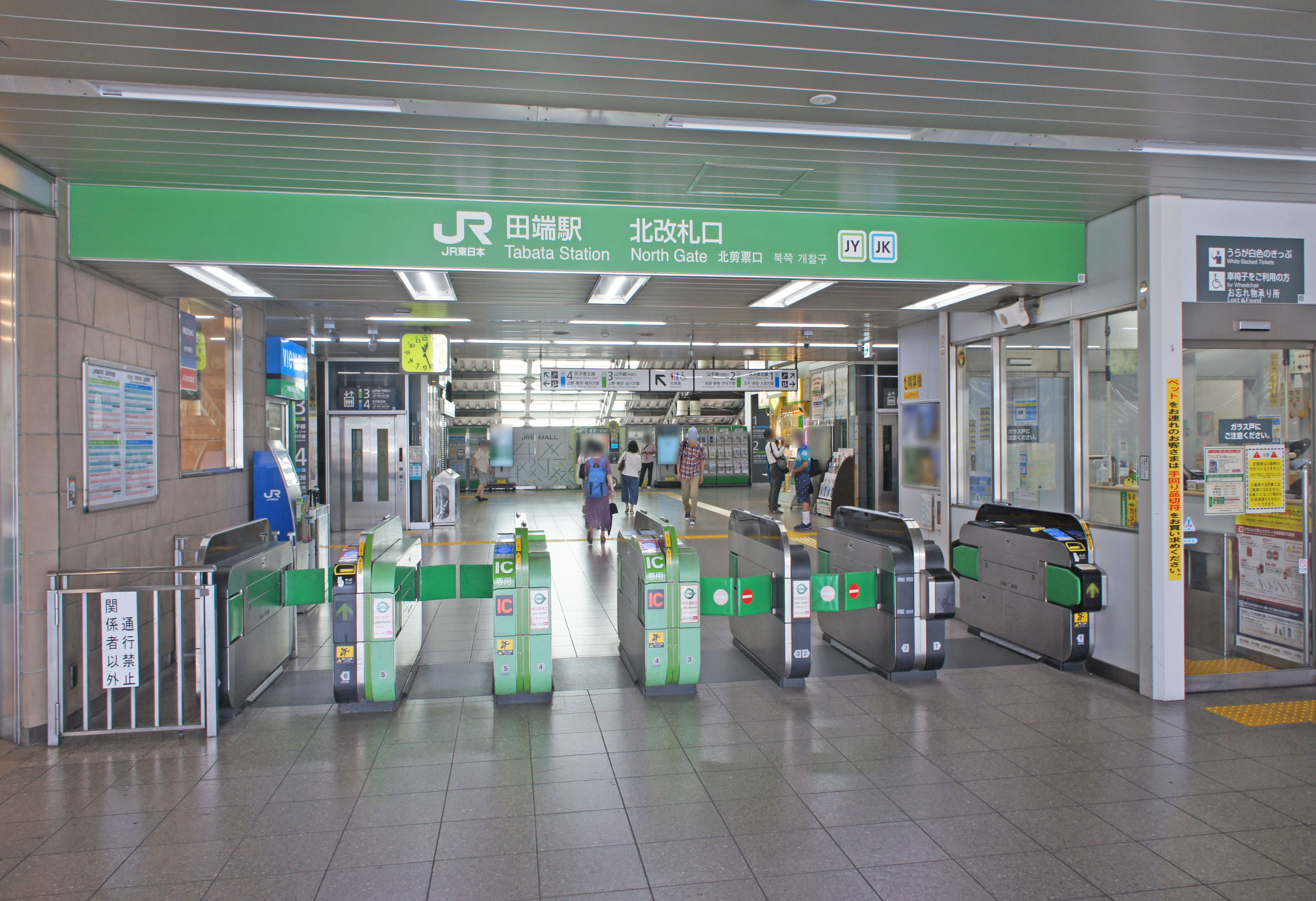
北改札口（2022年7月）
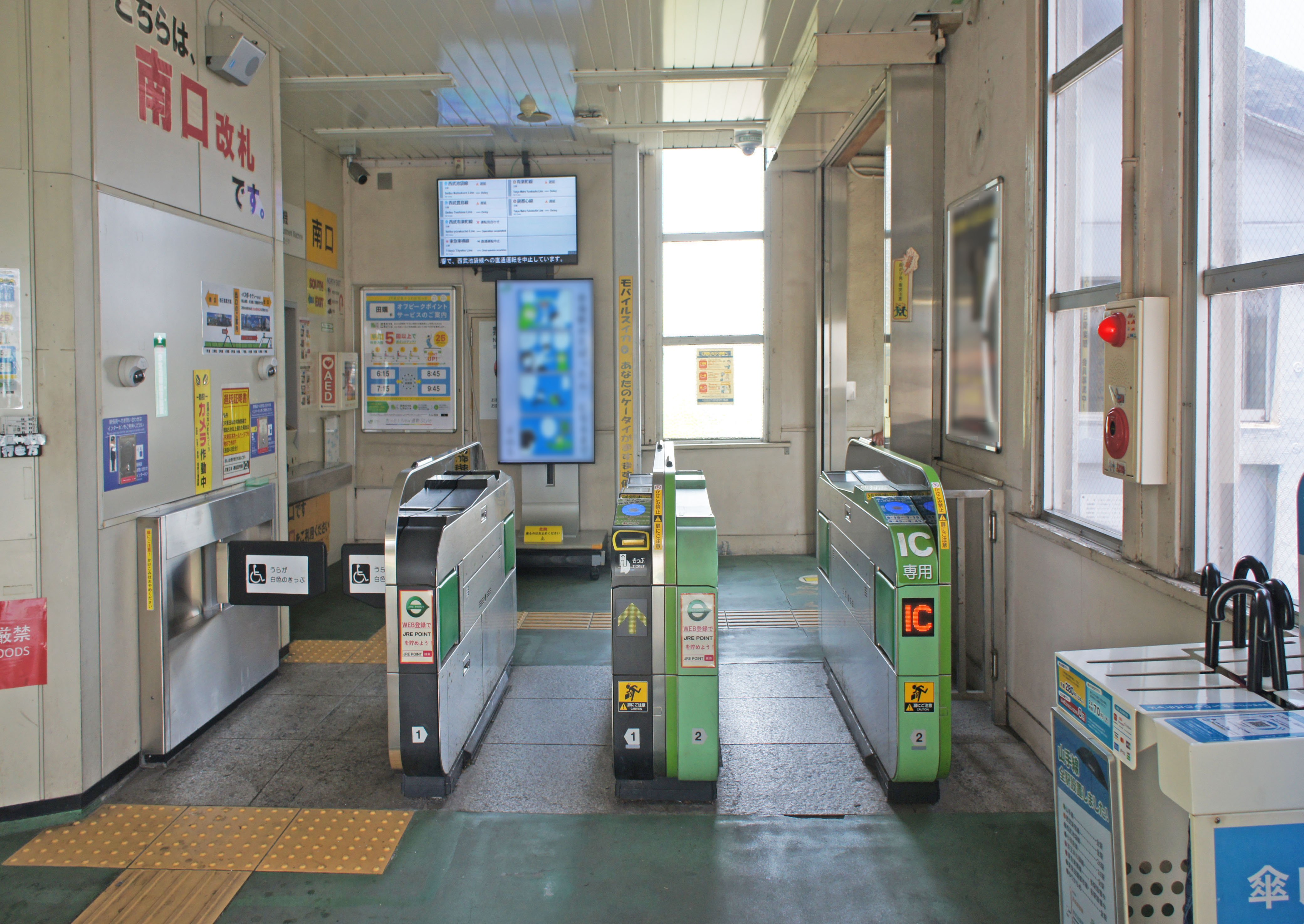
南口改札（2022年7月）
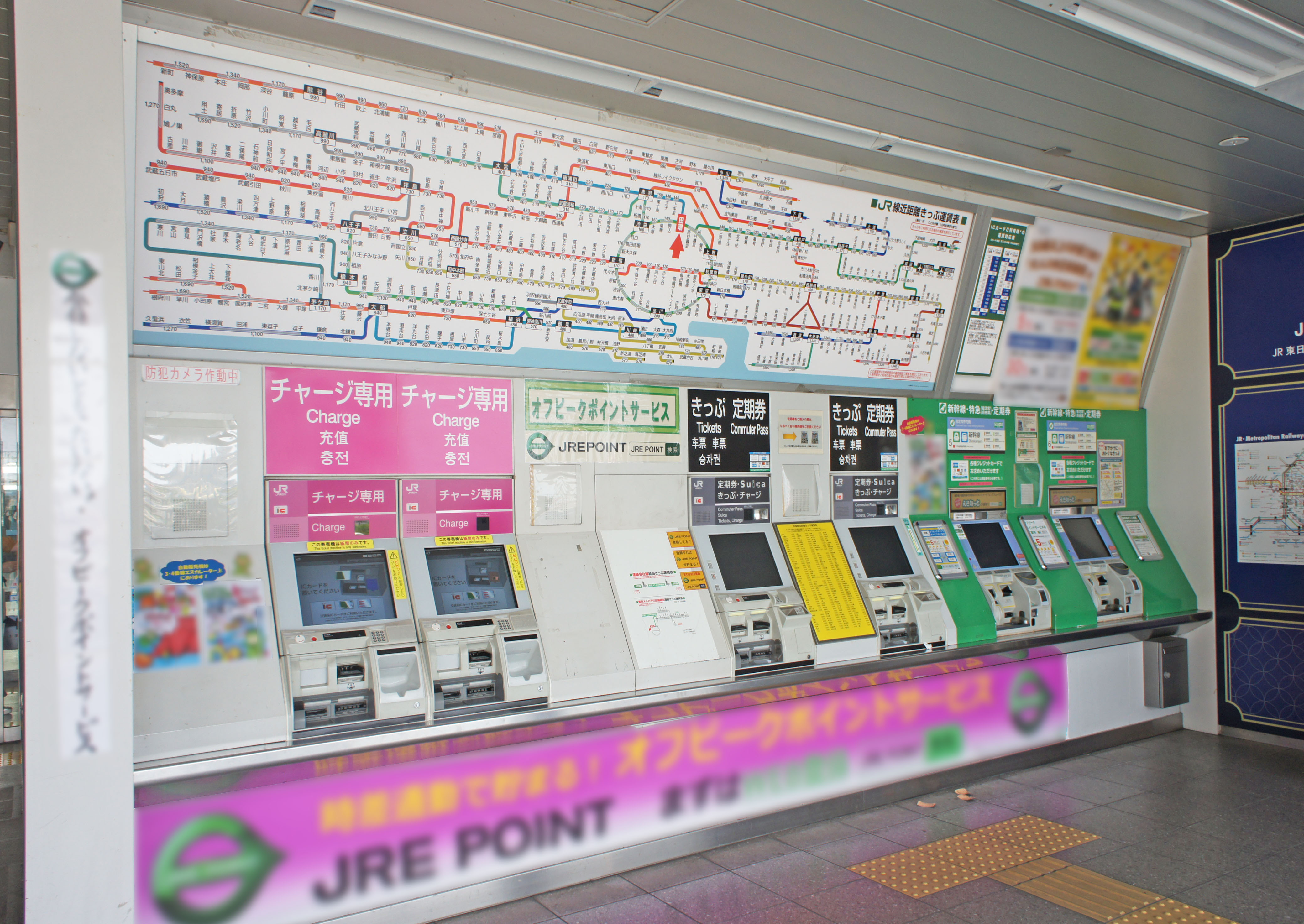
北口切符売り場（2022年7月）
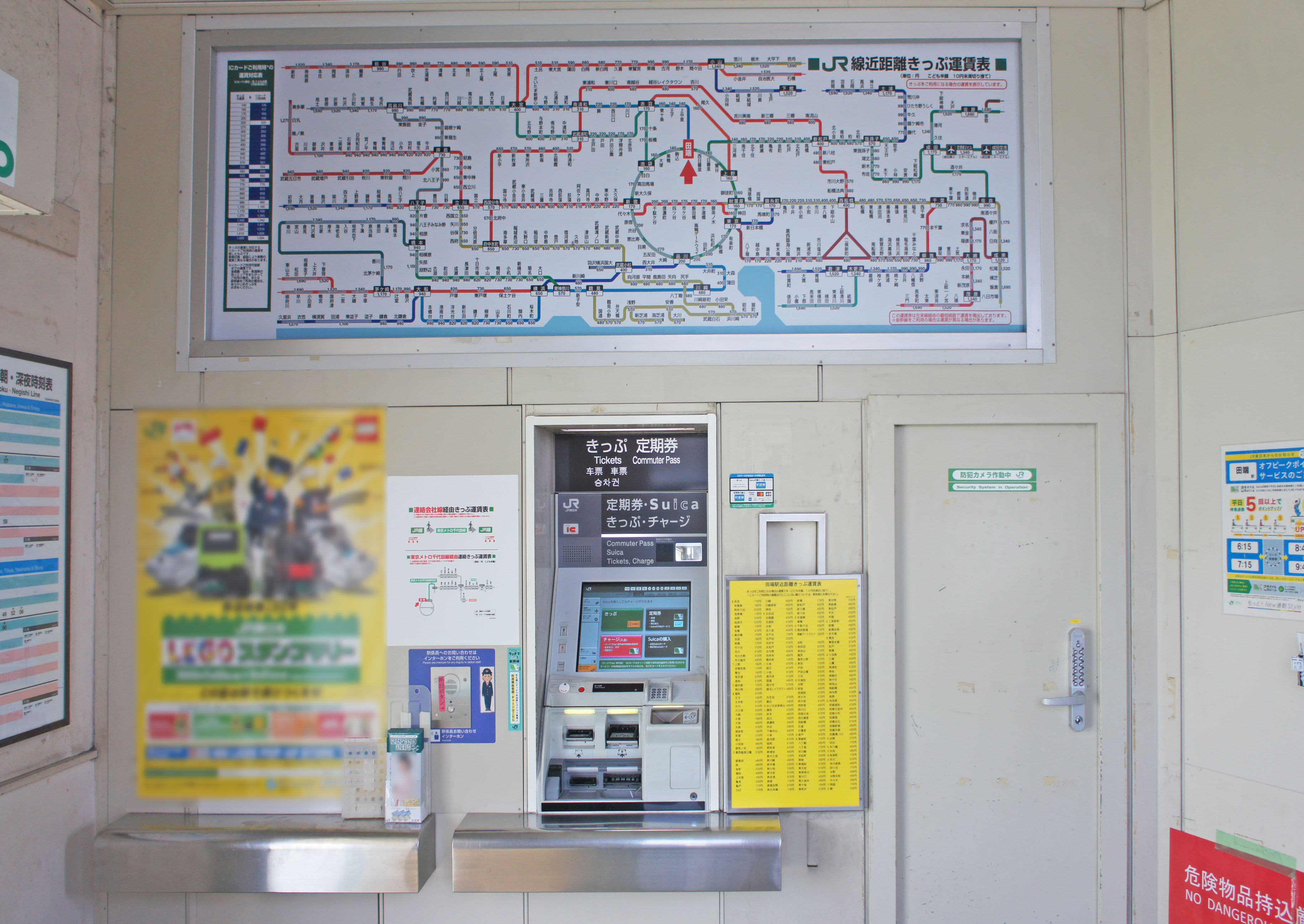
南口切符売り場（2022年7月）
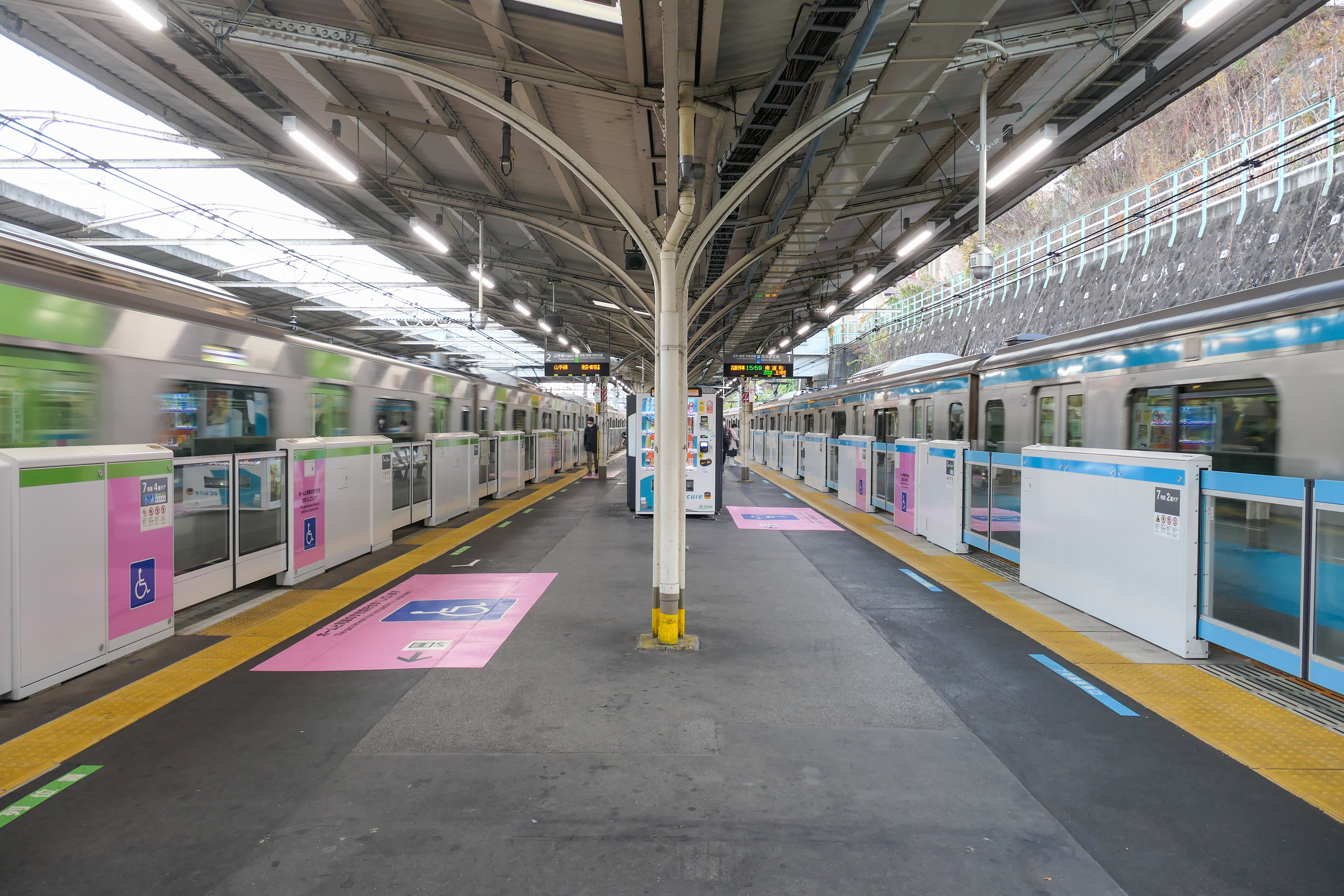
1・2番線ホーム（2022年12月）
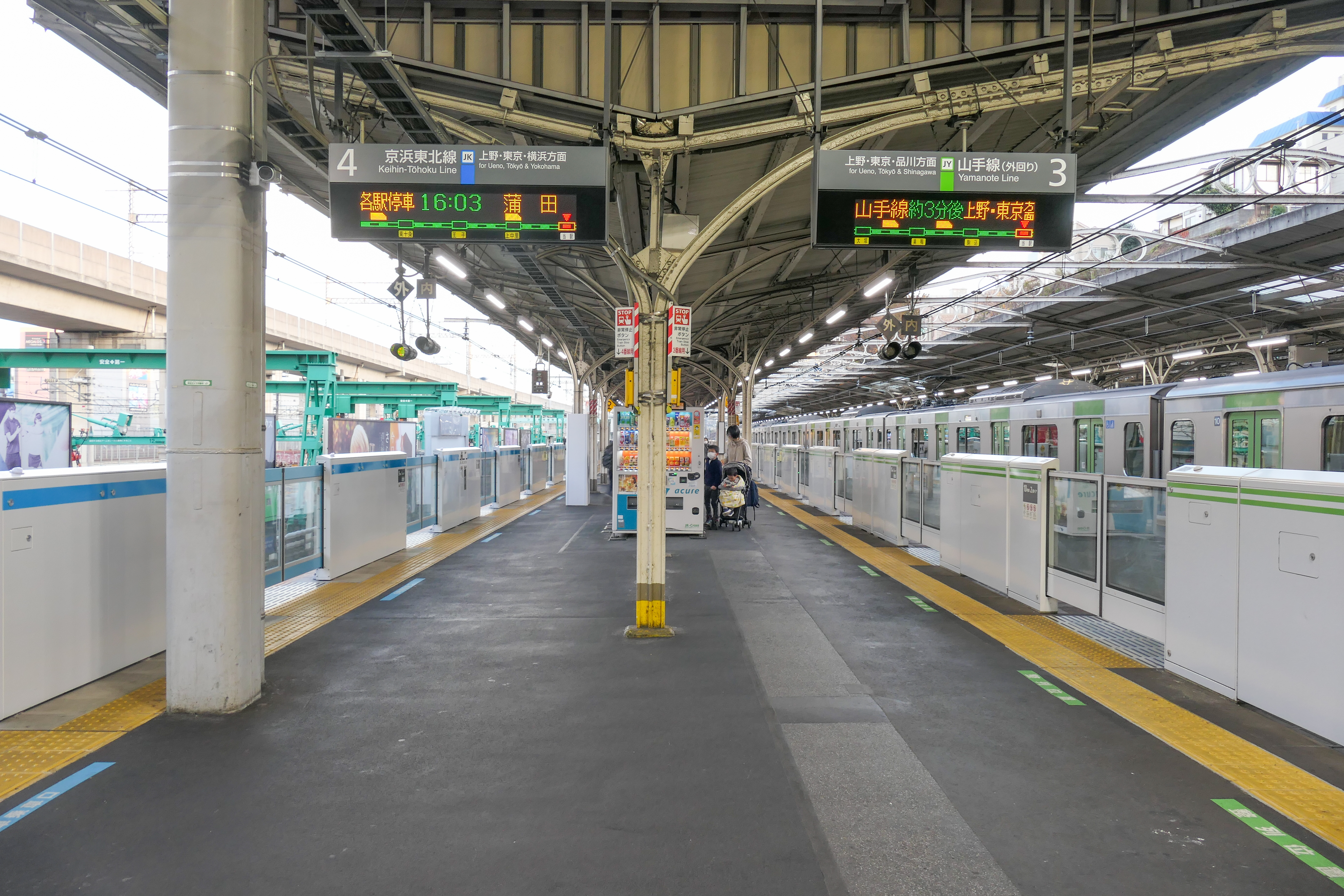
3・4番線ホーム（2022年12月）

## 利用状況
2023年度（令和5年度）の1日平均乗車人員は39,231人である。山手線の駅の中では高輪ゲートウェイ駅、鶯谷駅、目白駅に次いで少ない。ただし、乗車人員と京浜東北線・山手線間の乗り換え人員数を含めた「利用者」数では約8万3,000人が利用している（2008年〈平成20年〉時点）。
1990年度（平成2年度）以降の推移は以下のとおりである。
| 1日平均乗車人員推移 | 1日平均乗車人員推移 | 1日平均乗車人員推移 | 1日平均乗車人員推移 | 1日平均乗車人員推移 | 1日平均乗車人員推移 | 1日平均乗車人員推移 | 1日平均乗車人員推移 |
| 年度                | 定期外              | 定期                | 合計                | 前年度比            | 順位                | 出典                | 出典                |
| 年度                | 定期外              | 定期                | 合計                | 前年度比            | 順位                | JR                  | 東京都              |
| ------------------- | ------------------- | ------------------- | ------------------- | ------------------- | ------------------- | ------------------- | ------------------- |
| 1990年（平成02年）  |                     |                     | 34,871              |                     |                     |                     | [ 都 1 ]            |
| 1991年（平成03年）  |                     |                     | 36,079              |                     |                     |                     | [ 都 2 ]            |
| 1992年（平成04年）  |                     |                     | 37,356              |                     |                     |                     | [ 都 3 ]            |
| 1993年（平成05年）  |                     |                     | 37,940              |                     |                     |                     | [ 都 4 ]            |
| 1994年（平成06年）  |                     |                     | 38,452              |                     |                     |                     | [ 都 5 ]            |
| 1995年（平成07年）  |                     |                     | 38,730              |                     |                     |                     | [ 都 6 ]            |
| 1996年（平成08年）  |                     |                     | 38,893              |                     |                     |                     | [ 都 7 ]            |
| 1997年（平成09年）  |                     |                     | 38,456              |                     |                     |                     | [ 都 8 ]            |
| 1998年（平成10年）  |                     |                     | 38,499              |                     |                     |                     | [ 都 9 ]            |
| 1999年（平成11年）  |                     |                     | 38,046              |                     |                     |                     | [ 都 10 ]           |
| 2000年（平成12年）  |                     |                     | 36,555              |                     |                     | [ JR 2 ]            | [ 都 11 ]           |
| 2001年（平成13年）  |                     |                     | 37,689              |                     |                     | [ JR 3 ]            | [ 都 12 ]           |
| 2002年（平成14年）  |                     |                     | 39,741              |                     |                     | [ JR 4 ]            | [ 都 13 ]           |
| 2003年（平成15年）  |                     |                     | 40,740              |                     |                     | [ JR 5 ]            | [ 都 14 ]           |
| 2004年（平成16年）  |                     |                     | 41,278              |                     | 99位                | [ JR 6 ]            | [ 都 15 ]           |
| 2005年（平成17年）  |                     |                     | 41,400              |                     | 98位                | [ JR 7 ]            | [ 都 16 ]           |
| 2006年（平成18年）  |                     |                     | 41,732              |                     | 98位                | [ JR 8 ]            | [ 都 17 ]           |
| 2007年（平成19年）  |                     |                     | 42,403              |                     | 99位                | [ JR 9 ]            | [ 都 18 ]           |
| 2008年（平成20年）  |                     |                     | 42,683              |                     | 99位                | [ JR 10 ]           | [ 都 19 ]           |
| 2009年（平成21年）  |                     |                     | 43,030              |                     | 99位                | [ JR 11 ]           | [ 都 20 ]           |
| 2010年（平成22年）  |                     |                     | 43,208              |                     | 99位                | [ JR 12 ]           | [ 都 21 ]           |
| 2011年（平成23年）  |                     |                     | 43,129              |                     | 98位                | [ JR 13 ]           | [ 都 22 ]           |
| 2012年（平成24年）  | 18,875              | 25,280              | 44,155              |                     | 98位                | [ JR 14 ]           | [ 都 23 ]           |
| 2013年（平成25年）  | 19,369              | 25,746              | 45,116              |                     | 98位                | [ JR 15 ]           | [ 都 24 ]           |
| 2014年（平成26年）  | 19,605              | 25,691              | 45,296              |                     | 98位                | [ JR 16 ]           | [ 都 25 ]           |
| 2015年（平成27年）  | 19,686              | 26,267              | 45,954              |                     | 99位                | [ JR 17 ]           | [ 都 26 ]           |
| 2016年（平成28年）  | 19,870              | 26,370              | 46,241              | 0.6%                | 99位                | [ JR 18 ]           | [ 都 27 ]           |
| 2017年（平成29年）  | 20,214              | 26,819              | 47,034              | 1.7%                | 100位               | [ JR 19 ]           | [ 都 28 ]           |
| 2018年（平成30年）  | 20,289              | 27,151              | 47,440              | 0.9%                | 100位               | [ JR 20 ]           | [ 都 29 ]           |
| 2019年（令和元年）  | 19,722              | 27,286              | 47,008              | −0.9%               | 100位               | [ JR 21 ]           | [ 都 30 ]           |
| 2020年（令和02年）  | 13,057              | 21,221              | 34,278              | −27.1%              | 99位                | [ JR 22 ]           | [ 都 31 ]           |
| 2021年（令和03年）  | 14,586              | 20,329              | 34,916              |                     |                     | [ JR 23 ]           | [ 都 32 ]           |
| 2022年（令和04年）  | 16,494              | 20,796              | 37,291              |                     |                     | [ JR 24 ]           | [ 都 33 ]           |
| 2023年（令和05年）  | 17,509              | 21,722              | 39,231              |                     |                     | [ JR 1 ]            |                     |

## 駅周辺
駅は山手台地の縁に沿うような位置に立地し、台地の上と下を結ぶ形で都道458号線が在来線・貨物線を跨ぎ、駅の北口に面している。ロータリーも北口に設置されている。駅周辺に大きな商店や繁華街などはない。都道を東田端方面（北東方向）へ進み坂を下るか、あるいは動坂方面（南西方向）に坂を上ると飲食店や小さな商店が立地する一帯があるが、いずれも駅から400メートル程度離れている。
南口周辺は住宅地で、駅からは階段あるいは坂を上る必要がある。また、駅の南東側（東田端・田端新町方面）へ直接行くことはできない。

### 北口
- アトレヴィ田端[9]
- 田端ふれあい橋 - 都道に並行している歩行者専用の跨線橋。架設当時（1935年〈昭和10年〉）の造船技術を生かし全部溶接で建造されているゲルバー橋である。
- 東日本旅客鉄道首都圏本部
- ホテルB4T田端（2023年11月17日オープン） - 1998年2月1日に開業し、2022年3月31日を以て閉館[10]した旧ホテルメッツ田端に代わり、リブランドオープン[11]。
- 田端アスカタワー
  - 田端文士村記念館
- 北区田端区民センター
  - 北区田端ふれあい館
  - 北区田端地域振興室
  - 北区立田端図書館
- 北区東田端ふれあい館
- 北区東田端地域振興室
  - 北区役所滝野川区民事務所 東田端分室
  - 北区東田端児童室
- 北区立東田端図書館
- 北区清掃事務所 滝野川清掃庁舎
- 田端郵便局
- 東田端郵便局
- 北田端新町郵便局
- 田端駅前通り商店街
- 田端高台通り商店街
- あみ印食品工業本社
- マルエツ田端店（2004年〈平成16年〉3月18日開店[新聞 2]）
- 田端運転所

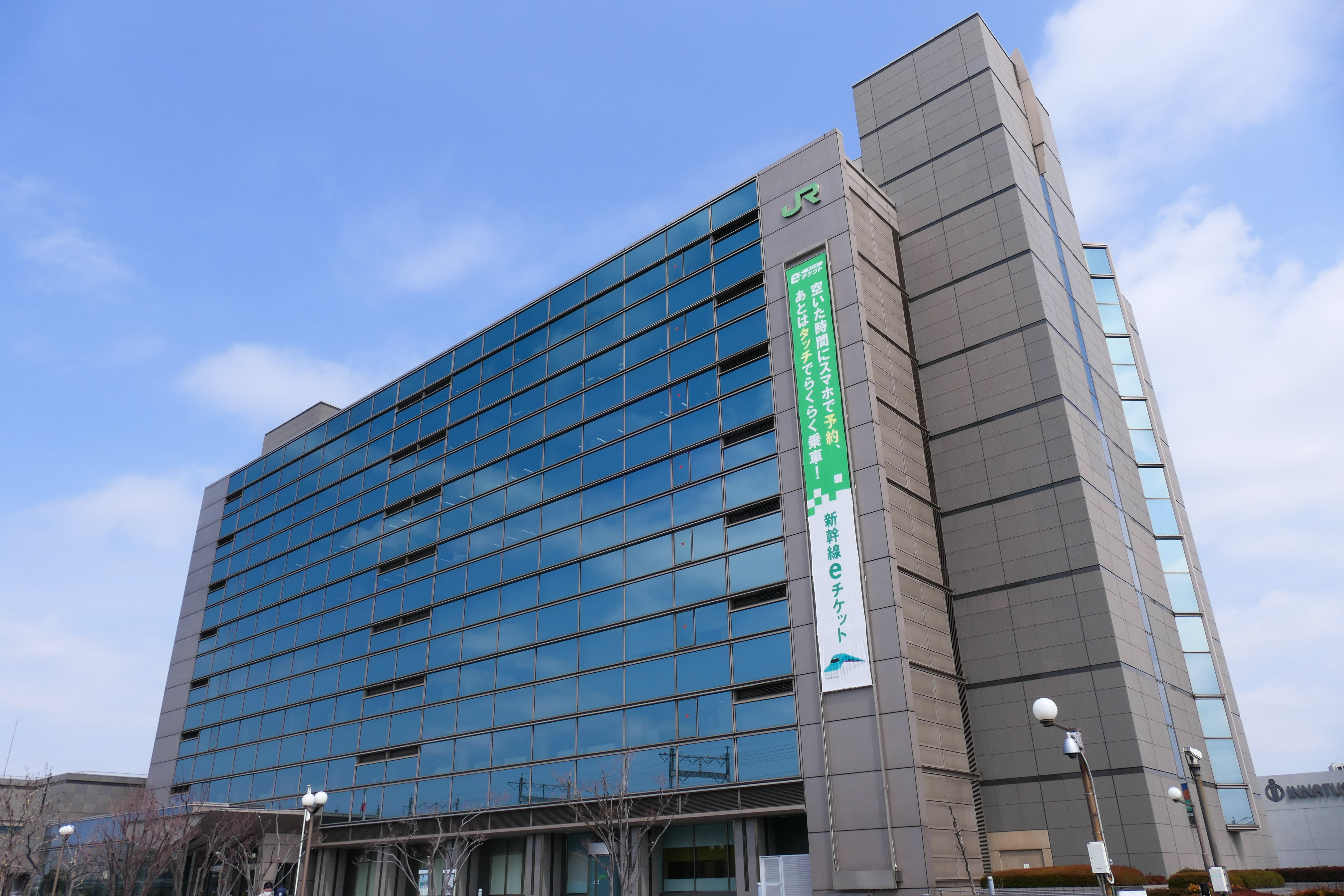
東日本旅客鉄道首都圏本部
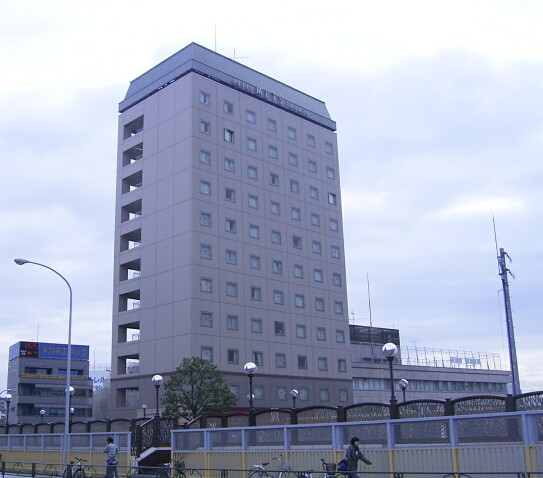
ホテルメッツ田端（右側の背の低い建物はJR貨物田端信号場駅庁舎）
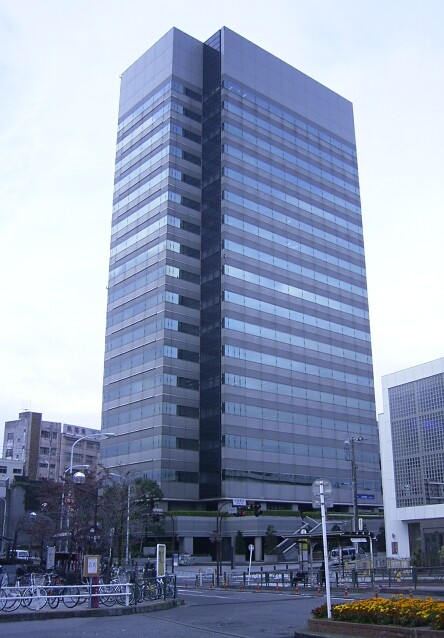
田端アスカタワー

### 南口
- 田端駅前ホール（葬儀場）

## バス路線
| のりば   | 運行事業者                                       | 系統・行先                                                                                |
| 田端駅前 | 田端駅前                                         | 田端駅前                                                                                  |
| -------- | ------------------------------------------------ | ----------------------------------------------------------------------------------------- |
| 1        | 都営バス                                         | - 東43：東京駅丸の内北口 - 東43・端44：駒込病院前                                         |
| 2        | 都営バス                                         | 端44：北千住駅前                                                                          |
| 3        | 都営バス                                         | 東43：江北駅前・荒川土手・豊島五丁目団地                                                  |
| JR田端駅 |                                                  |                                                                                           |
| －       | 北区コミュニティバス「Kバス」 （日立自動車交通） | - 田端循環ルート（平日）：JR駒込駅 - 王子・駒込・田端ルート（土休日）：JR駒込駅・JR王子駅 |

## エピソード
- 大和田建樹作詞の鉄道唱歌では以下のように歌われている。まだ常磐線が田端に接続していたときのことである。
  - 車輪の巡り速に千住大橋右に見て環の端の限りなく再び戻る田端駅（第三集62番）
  - 車輪の響き笛の声見返る後に消えてゆく上野の森の朝月夜田端は露もまだ寒し（第四集1番）
  - 見あぐる岸は諏訪の臺 それにつづきて秋の夜は 道灌山の虫のねを ここまで風や送るらん（第四集2番）
- 1936年（昭和11年）3月28日には、浅草花やしきで飼育していた動物を仙台市立動物園へ移送。この際、田端駅にて動物の積み替えが行われた。これら動物にはゾウやライオン、シロクマなどの大型動物が含まれていた[12]。
- 新海誠監督による2019年（令和元年）公開の映画『天気の子』に登場している[新聞 3]。特に、南口を出ると始まる上り坂は、映画の重要なシーンの舞台となっている[新聞 3]。

## 隣の駅
東日本旅客鉄道（JR東日本）
 京浜東北線
■快速
上中里駅 (JK 35) - 田端駅 (JK 34) - 上野駅 (JK 30)
■各駅停車
上中里駅 (JK 35) - 田端駅 (JK 34) - 西日暮里駅 (JK 33)
 山手線
駒込駅 (JY 10) - 田端駅 (JY 09) - 西日暮里駅 (JY 08)
常磐線貨物支線（田端貨物線）
三河島駅 - 田端駅

### 記事本文